# Тамворт (Нью-Гемпшир)
Тамворт (англ. Tamworth) — місто (англ. town) в США, в окрузі Керролл штату Нью-Гемпшир. Населення — 2812 особи (2020).

## Демографія
Згідно з переписом 2010 року, у місті мешкало 2856 осіб у 1292 домогосподарствах у складі 770 родин. Було 1969 помешкань
Расовий склад населення:
| - 97,5 % — білих - 0,4 % — корінних американців - 0,4 % — азіатів - 0,2 % — чорних або афроамериканців |

До двох чи більше рас належало 1,4 %. Частка іспаномовних становила 0,7 % від усіх жителів.
За віковим діапазоном населення розподілялося таким чином: 18,6 % — особи молодші 18 років, 63,2 % — особи у віці 18—64 років, 18,2 % — особи у віці 65 років та старші. Медіана віку мешканця становила 47,6 року. На 100 осіб жіночої статі у місті припадало 97,9 чоловіків;  на 100 жінок у віці від 18 років та старших — 96,8 чоловіків також старших 18 років.
Середній дохід на одне домашнє господарство  становив 71 986 доларів США (медіана — 52 963), а середній дохід на одну сім'ю — 95 307 доларів (медіана — 63 400). Медіана доходів становила 52 177 доларів для чоловіків та 53 125 доларів для жінок. За межею бідності перебувало 9,8 % осіб, у тому числі 0,0 % дітей у віці до 18 років та 2,8 % осіб у віці 65 років та старших.
Цивільне працевлаштоване населення становило 1521 особа. Основні галузі зайнятості: освіта, охорона здоров'я та соціальна допомога — 18,7 %, мистецтво, розваги та відпочинок — 16,2 %, будівництво — 14,5 %, роздрібна торгівля — 14,1 %.